# Elias Hurwicz
Elias Hurwicz (né le 1er mai 1884 à Rahatchow, mort le 30 septembre 1973 à Berlin) est un sociologue allemand.

## Biographie
Le marchand de bois, banquier et érudit Saul Israël Hurwitz émigre à Berlin en 1905 avec sa femme et ses trois enfants Elias, Isser et Betty lorsqu'un pogrom est imminent à Hloukhiv. Elias commence à apprendre l'allemand en 1902 à l'université de Kiev alors qu'on parle le judéo-russe à la maison. Quand la révolution russe de 1905 fait fermer l'université, Hurwicz décide de poursuivre ses études à l'université Humboldt de Berlin, où il obtient un doctorat en droit. Alors que son père est déporté pendant la Première Guerre mondiale sur le territoire de l'Ukraine, Hurwicz peut rester dans le Reich allemand.
Après la fin de la guerre, Hurwicz édite de nombreux ouvrages sur la politique allemande et la révolution russe. En 1922, l'historien juif Simon Dubnow émigre à Berlin ; Hurwicz traduit en allemand son Histoire mondiale du Peuple juif, qui est le premier ouvrage en allemand de Jüdischer Verlag. En 1937, il traduit l'autobiographie de Dubnow. Il traduit aussi les écrits politiques et sociologiques de Léon Tolstoï et Sholem Asch. En 1930, il conçoit l'édition de Die totale Mobilmachung d'Ernst Jünger et envoie le manuscrit à Carl Muth qui le publie en 1932 dans la revue Hochland (de). Sous le pseudonyme de Ferdinand Muralt, il écrit des articles sur Die Tat, sur Stahlhelm, Bund der Frontsoldaten et le mouvement du journal Der Ring.
Hurwicz et sa fille Angelika survivent au Troisième Reich et à la déportation grâce à un mariage avec une femme non-juive. Hurwicz est membre de Reichsvereinigung der Juden in Deutschland. Son nom apparaît sur la liste des livres brûlés en 1933.
Après la Seconde Guerre mondiale, Hurwicz s'engage dans la renaissance de la communauté juive à Berlin.
Sa fille Angelika Hurwicz sera actrice. Elle est liée par sa mère le philosophe russo-suisse Anna Tumarkin.